# Ginglymostoma
Ginglymostoma is een geslacht van kraakbeenvissen uit de familie Ginglymostomatidae (Verpleegsterhaaien)

## Soort
- Ginglymostoma cirratum (Bonnaterre, 1788) – Verpleegsterhaai
- Ginglymostoma unami (Del Moral-Flores, Ramírez-Antonio, Angulo & Pérez-Ponce de León, 2015)